# Marinens Flyvebaatfabrikk M.F.11
Marinens Flyvebaatfabrikk M.F.11 (còn gọi là Høver M.F.11) là một loại thủy phi cơ trang bị cho Không quân Hải quân Hoàng gia Na Uy, với nhiệm vụ là trinh sát biển.

## Quốc gia sử dụng
Phần Lan
- Không quân Phần Lan

 Germany
- Luftwaffe

 Na Uy
- Không quân Hải quân Hoàng gia Na Uy

## Tính năng kỹ chiến thuật (Không quân Phần Lan Høver M.F. 11)

### Đặc điểm riêng
- Tổ lái: 3
- Chiều dài: 11.72 m (38 ft 5 in)
- Sải cánh: 15.4 m (50 ft 6 in)
- Chiều cao: 4.45 m (14 ft 7 in)
- Diện tích cánh: 53.5 m² (575.9 ft²)
- Trọng lượng rỗng: 1850 kg (4,070 lb)
- Trọng lượng cất cánh tối đa: 2850 kg (6,285 lb)
- Động cơ: 1 × Armstrong Siddeley Panther IIA, 430 kW (575 hp)

### Hiệu suất bay
- Vận tốc cực đại: 235 km/h (127 knots, 146 mph)
- Vận tốc hành trình: 170 km/h (92 knots, 106 mph)
- Tầm bay: 800 km (432 nm, 496 mi)
- Trần bay: 5,000 m (16,405 ft)

### Vũ khí
- Súng: 1 súng máy Vickers 7,7 mm (0.303 in)
- Bom: 200 kg (440 lb)

## Bibliography
- Hafsten, Bjørn; Arheim, Tom (2003). Marinens Flygevåpen 1912–1944 (bằng tiếng Na Uy). Oslo: TankeStreken AS. ISBN 82-993535-1-3.
- Hafsten, Bjørn (2005). Flyalarm – luftkrigen over Norge 1939–1945 (bằng tiếng Na Uy). Ulf Larsstuvold, Bjørn Olsen, Sten Stenersen (ấn bản thứ 2). Oslo: Sem og Stenersen AS. ISBN 82-7046-074-5.
- Heinonen, Timo: Thulinista Hornetiin, 1992, Keski-Suomen ilmailumuseo, ISBN 951-95688-2-4 (tiếng Phần Lan)
- Kjæraas, Arild (ed.): Profiles in Norway no. 2: Høver M.F. 11, Profiles in Norway, Andebu 2003 (tiếng Anh)&(tiếng Na Uy)
- Sivertsen, Svein Carl (ed.): Jageren Sleipner i Romsdalsfjord sjøforsvarsdistrikt april 1940, Sjømilitære Samfund ved Norsk Tidsskrift for Sjøvesen, Hundvåg 1999 ISBN 82-994738-3-7 (tiếng Na Uy)